# Comitato Centrale Bonapartista
Il Comitato Centrale Bonapartista (in francese Comité central bonapartiste, CCB) è un partito politico corso, che opera principalmente ad Ajaccio. È stato fondato nel 1908.